# Ahmed Burek
Ahmed ef. Burek (Gornji Vakuf, 1876. – Sarajevo, 13. lipnja 1948.), bošnjački islamski prosvjetni, kulturni i javni djelatnik.

## Životopis
Ahmed ef. Burek rođen je 1876. godine u Batuši kod Gornjeg Vakufa. Tu je stekao i početno vjersko obrazovanje. Poslije dolazi u Sarajevo u Gazi Husrev-begovu medresu gdje sluša predavanja Mehmeda ef. Muftića, istaknutog i u cijeloj Bosni i Hercegovini priznatog učenjaka. Usporedo s učenjem u medresi pohađa i nastavu u Daru-l-mualliminu. Po završetku, odlazi u Istanbul, gdje nastavlja studije pred Salih ef. Denizlijom. Od Denizlije je uzeo idžazet (diplomu) 1904/1905.
Po povratku iz Istanbula, Ahmed ef. Burek je predavao na Daru-l-mualliminu, Merhemića i Ismaila Misrij (Atmejdanskoj) medresi. Godine 1910. imenovan je vjeroučiteljem u Velikoj gimnaziji u Sarajevu, gdje ostaje do 1921., kada je premješten za profesora u Šerijatskoj sudačkoj školi. Godine 1915. položio je profesorski ispit pred posebnom komisijom koja je postojala pri Ulema-medžlisu. Predsjednik komisije bio je reis-ul-ulema Mehmed Džemaluddin ef. Čaušević. U međuvremenu je Ahmed ef. Burek predavao vjeronauk i u Učiteljskoj školi nekoliko godina, kao što je honorarno predavao u godinama 1915. i 1918. – 1921. i na Šerijatskoj sudačkoj školi. Kao profesor Šerijatske sudačke škole ostao je do kraja 1925. godine, kada je umirovljen.
Rješenjem Ulema-medžlisa u Sarajevu od 4. rujna 1924. g. Ahmed ef. Burek je imenovan za prvog muderrisa (profesora) Gazi Husrev-begove medrese, a počeo je predavati tek početkom 1926. godine. Godine 1938. je postao upravitelj medrese. Kao prvi muderris i upravitelj ostao je do l. studenog 1947. godine, kada je umirovljen. U višem tečaju Gazi Husrev-begove medrese, koji je postojao u školskim godinama 1930. – 1931. i 1931. – 1932. (četiri semestra), Ahmed ef. Burek bio je rektor i glavni predavač. Na Višoj islamskoj šerijatsko-teološkoj školi je predavao honorarno od 1938. do 1945. godine akaid (dogmatika i apologetika) i hadis (islamska tradicija).
Dugi je niz godina prije i poslije podne namaza u prostorijama medrese predavao za širi krug slušatelja tefsir prevodeći i tumačeći Nesefijin Envaru-t-tenzil i Buharijin Sahih. U užem krugu prijatelja preveo je i protumačio djelo I’džazu-l-Kur’an egipatskog istaknutog učenjaka i pisca Ahmeda Rafije. Poznato lingvističko djelo Eš-Šafi od Ibu Hadžiba preveo je i protumačio Šaćiru Sikiriću, hfz. Omer ef. Mušiću i Abdulah ef. Derviševiću. šejh Fejzulah ef. Hadžibajrić je pred Ahmed ef. Burekom prešao potrebno gradivo iz tefsira, hadisa i usuli fikha (osnovi i filozofija šerijatskog prava), zbog čega je 1944. godine dobio i uobičajenu diplomu (idžazetnamu).
S 35 godina Burek je bio izabran u prvu Hodžinsku izbornu kuriju. Kurija je birala reisu-l-ulemu i članove Ulema-medžlisa u Sarajevu. S nepunih četrdeset godina Ahmed ef. Burek je 1914. godine bio kandidat za muftiju banjalučkog, a 1938. prilikom izbora za reisu-l-ulemu, po broju dobivenih glasova, bio je drugi kandidat za to najviše vjersko zvanje kod Bošnjaka.
Kada je 1912. godine osnovana Udrugu bosanskohercegovačke ilmijje, Burek je biran u njegov prvi glavni odbor. U EI-Hidaji, organizaciji ilmijje Kraljevine Jugoslavije, bio je više godina biran ili u Radni odbor, ili u Sud časti. Nekoliko godina bio je član Redakcijskog odbora lista El-Hidaje. Zapažen je njegov rad i u Muslimanskom antialkoholičarskom društvu Trezvenost u Sarajevu.
Kao već zapažen i priznat stručnjak sudjelovao je u radu Islamskih prosvjetnih anketa 1911. – 1912. i 1921 – 1922.  Bio je biran u radnu grupu, koja je izradila plan i program za vjeronauku u srednjim i srednjim stručnim školama u Bosni i Hercegovini. Konsultiran je i pri izradi programa za osnovno obrazovanje.
Umro je 13. lipnja 1948. godine u Sarajevu.

## Vanjske poveznice
- Ahmed ef. Burek